# Sévigny-la-Forêt
 Sévigny-la-Forêt  là một xã ở tỉnh Ardennes, thuộc vùng Grand Est ở phía bắc nước Pháp.